# Holcoglossum wangii
Holcoglossum wangii är en orkidéart som beskrevs av Eric Alston Christenson. Holcoglossum wangii ingår i släktet Holcoglossum och familjen orkidéer. Inga underarter finns listade i Catalogue of Life.